# 阿村
阿村（あむら）は熊本県の天草諸島、上島北部に存在していた村。現在の上天草市松島町阿村にあたる。
かつて日本最短の村名の一つであった。また、明治の町村制以後、日本国内に存在していた全ての市町村名を五十音順に並べたときに一番初めになる村名でもある。

## 歴史
- 1889年4月1日 - 町村制の施行により、天草郡阿村が成立。
- 1955年4月1日 - 今津村、教良木河内村との合併で松島町が発足。同日阿村廃止。